# غاستورنيات الشكل
غاستورنيات الشكل (الاسم العلمي: Gastornithiformes)، رتبة منقرضة من الطيور العملاقة التي لا تطير، وقد عُثر على حفرياتها في أمريكا الشمالية، وأوراسيا، وربما في أستراليا. لطالما اعتُبرت أفراد فصيلة الغاستورنيات جزءًا من رتبة كركيات الشكل. ومع ذلك، فقد أظهرت الأبحاث اللاحقة أن المفهوم التقليدي لكركيات الشكل هو تعدد الأسلاف، مما يعني أنها لا تشكل مجموعة طبيعية تضم جميع أفرادها من سلف مشترك واحد فقط.